# Жилавка
Жилавка је аутохтона сорта белог грожђа која потиче из Херцеговине. Укус вина које се прави од овог грожђа је киселкаст и подсећа на неке врсте коштуњавог воћа. Гаји се у виноградарских регионима попут Словеније и Србије, Хрватске, Црне Горе и Македоније. Нарочито је била популарна за време СФРЈ. Жилавка одлично подноси сушу и високе температуре и веома богато рађа.